# بيشوفيت
بيشوفيت هو معدن من معادن الهاليدات يحوي على فلز المغنسيوم في تركيبه، وهو معدن كلوريد المغنسيوم المائي MgCl2·6H2O
سمي المعدن على شرف الجيولوجي الألماني غوستاف بيشوف (Gustav Bischof) الذي هاش في الفترة ما بين 1792–1870؛ في حين أن الاكتشاف ينسب إلى كارل كريستيان أوكسنيوس Carl-Christian Ochsenius سنة 1877.